# جيمس ودهاوس
جيمس ودهاوس (بالإنجليزية: James Woodhouse) هو جراح وكيميائي أمريكي، ولد في 17 نوفمبر 1770 في فيلادلفيا في الولايات المتحدة، وتوفي بنفس المكان في 4 يونيو 1809 بسبب السكتة.